# Speight’s

Das Logo der Brauerei

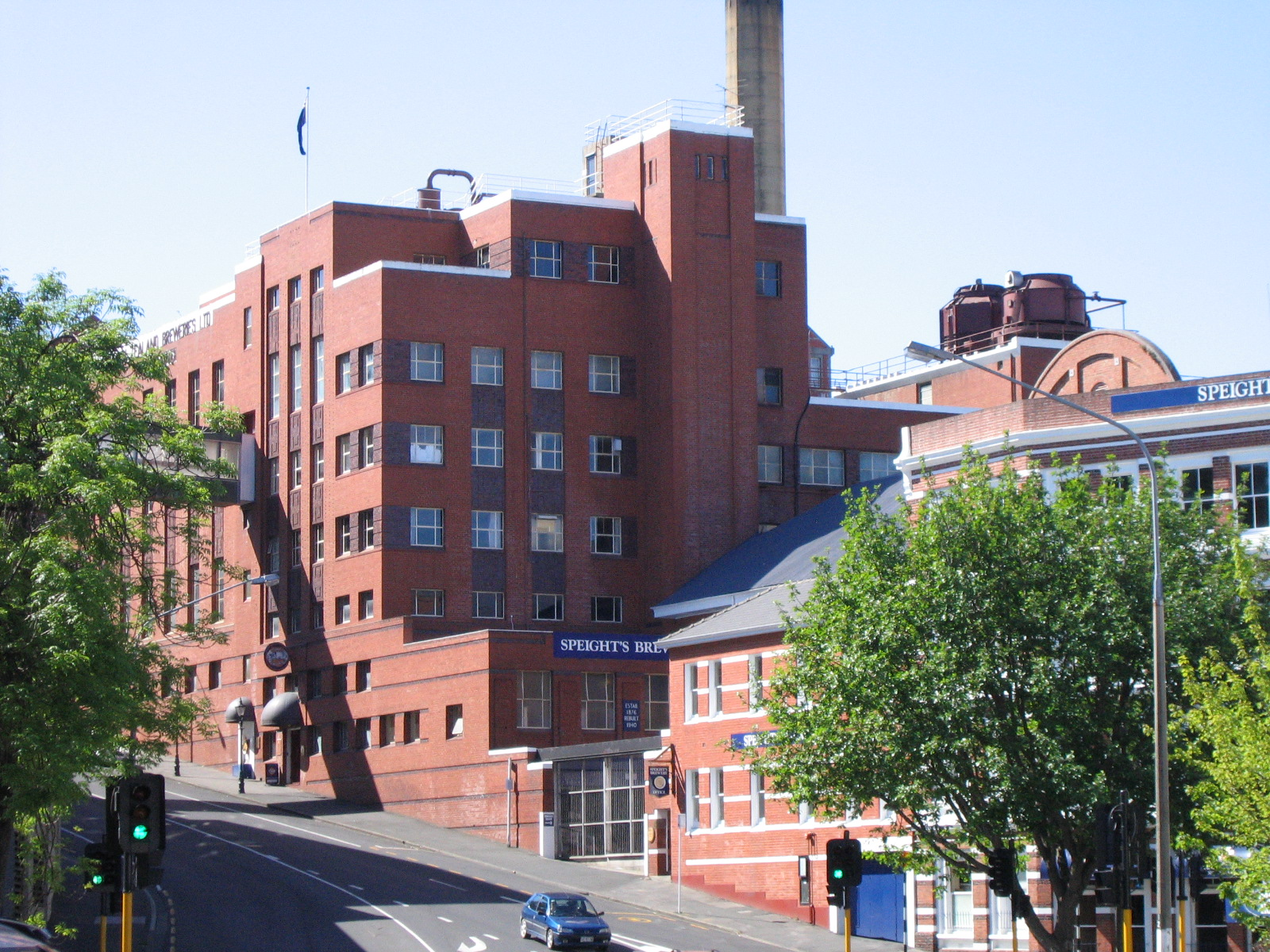
Speight's Brewery, Gebäude der Brauerei an der Rattray Street in Dunedin, Neuseeland

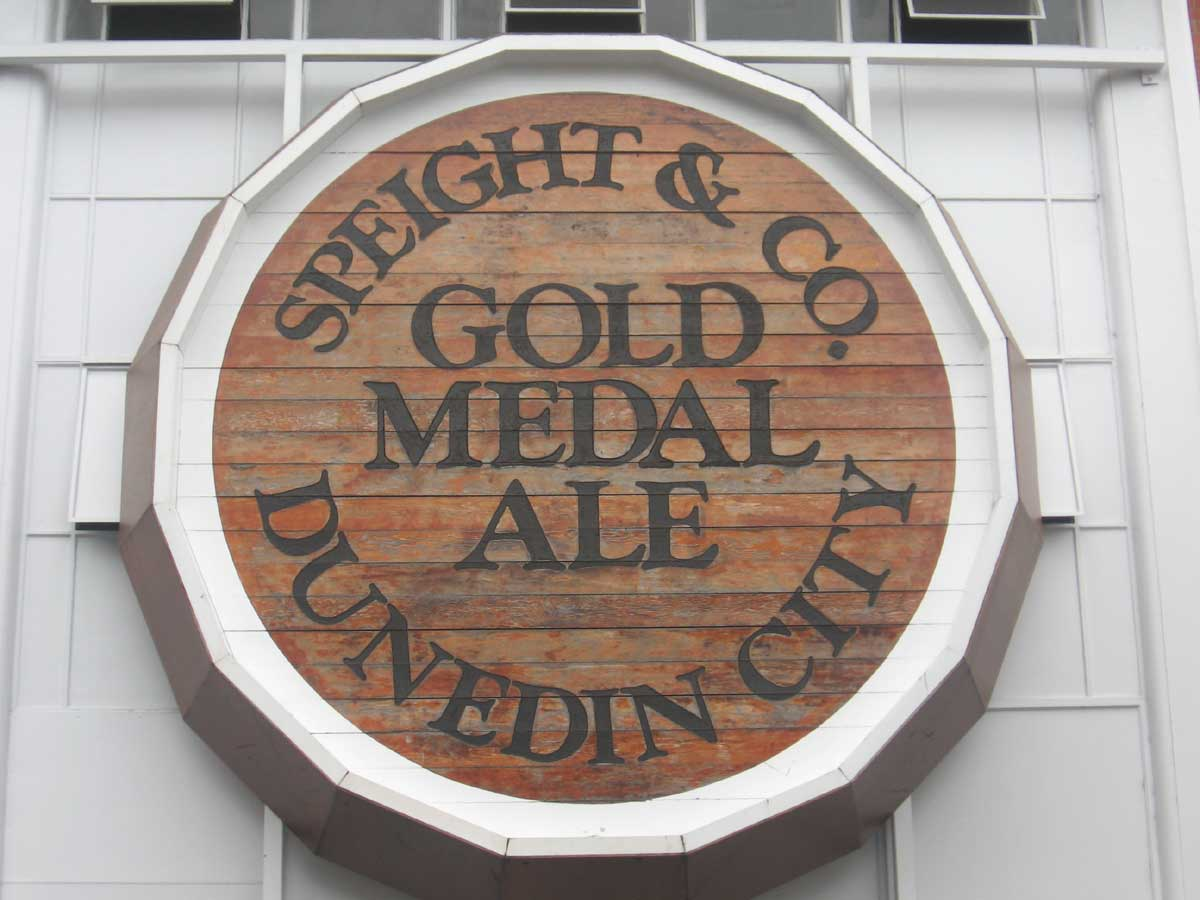
Schild der Speight's-Brauerei in Dunedin

Speight's ist eine im Jahre 1876 gegründete Bierbrauerei mit Sitz in Dunedin, Neuseeland.

## Geschichte
Drei Beschäftigte der ehemaligen Well Park Brauerei in Dunedin gaben 1876 ihren Job auf und gründeten in einem leer stehenden Fabrikgebäude an der Rattray Street in Dunedin die Brauerei James Speight & Co. James Speight (1834–1887) als Verkäufer, Charles Greenslade, (1843–1917) als Mälzer und William Dawson (1852–1923) als Brauer stellten am 4. April 1876 ihr erstes Ale (Bier) her und stiegen in etwas mehr als 10 Jahren zur größten Brauerei Neuseelands auf, mit Exportanteilen nach Australien, Fidschi und Hawaii.
Um die Qualität des Gebräus zu steigern, wurde ab 1884 nur noch Quellwasser fürs Bierbrauen verwendet. 1906 und 1907 kaufte Speight's die beiden Dunedin Brauereien Joel's Red Lion und Strachan's Victoria. Kurz vor dem Tod des letzten Mitbegründers der Brauerei, William Dawson, verschmolz Charles Speight, Sohn von James Speight, das Familienunternehmen 1923 mit neun weiteren Brauereien Neuseelands zu der New Zealand Breweries. Nach einem Großfeuer 1940, der den Braukeller und die Mälzerei zerstörte, wurde die Brauerei wieder komplett neu aufgebaut. 1955 wurde das erste Lager-Bier gebraut.
Im August 1960 wurde die Marke Speight's vom Markt genommen und durch den Namen Lucky ersetzt, was erhebliche negative Reaktionen in der Öffentlichkeit hervorbrachte. Lediglich zwei Monate später kam der Traditionsname Speight's zurück auf den Markt. 1977 wurde die New Zealand Breweries in Lion Broweries umbenannt und der Traditionsname der Brauerei in Dunedin durch die Umbenennung von Branch of Lion Breweries Ltd. in Speight's Brewery wieder zurückgegeben.
Ab 1983 wurde die Brauerei auch für Besucher geöffnet und ab 1997 durch ein Heritage Centre für Besucher ergänzt. 1988 folgte schließlich die Fusion mit der in Australien ansässigen LD Nathan & Co. und ging in den Besitz der neu geformten Gesellschaft über. Die Brauerei Speight's in Dunedin befindet sich noch heute im Besitz der Lion Nathan Limited, Sydney, New South Wales.

## Heutige Biersorten
- Speight's Gold Medal Ale – Bitterbier, welches seit 1876 gebraut wird.
- Speight's Distinction Ale – seit 1994 gebraut.
- Speight's Old Dark – seit 1991 gebraut.
- Speight's Pale Ale – seit 2001 gebraut.
- Speight's Pilsner – seit 2002 gebraut.
- Speight's Porter – seit 2002 gebraut.
- Speight's Summit Lager – neues, nur mit natürlichen Zutaten gebrautes Bier.